# Aníbal Godoy
Aníbal Cesis Godoy (Cidade do Panamá, 10 de fevereiro de 1990) é um futebolista panamenho que atua como volante. Atualmente defende o San Diego.

## Carreira
Aníbal Godoy fez parte do elenco da Seleção Panamenha de Futebol da Copa América de 2016.